# Melanie During

Melanie During in 2023
Foto: Richard Terborg

Melanie During (Langedijk, 13 juni 1989) is een Nederlandse paleontoloog aan de Universiteit van Uppsala. Haar onderzoek maakte duidelijk dat de meteoriet die zorgde voor het uitsterven van de dinosauriërs neerkwam in de lente van het Noordelijk halfrond, en de herfst op het Zuidelijk halfrond. Met een team van paleontologen groef ze triceratops-fossielen op in Wyoming, waarvan er eentje, "Dirk", werd geprepareerd en tentoongesteld in museum Naturalis.
In 2024 deed During mee aan het 23e seizoen van De Slimste Mens.

## Werk
Na het VWO ging Melanie During Aardwetenschappen studeren aan de Universiteit van Amsterdam. In 2015 nam Melanie During als student met een team deel aan opgravingen in een massagraf van triceratopsen in Wyoming. Een van deze fossielen werd geprepareerd in Naturalis en staat nu in het museum Naturalis.
In 2017 hoorde During als masterstudent tijdens een college van paleontoloog Jan Smit over een opgravingsgebied in North Dakota waar vissen werden gevonden die waren gestorven tijdens de meteorietinslag die ook de dinosauriërs doodde. Gesmolten gesteente dat bij de inslag omhoog werd geworpen, regende als gestolde glasbolletjes neer op aarde. Deze glasbolletjes worden tektieten genoemd. Die tektieten belandden in de kieuwen van de gefossiliseerde vissen, dit bevestigde dat de vissen stierven op de dag van de inslag. During onderkende dat je er isotopenonderzoek zou kunnen doen.
During onderzocht daarnaast de groeilijnen in de versteende botten van de vissen.  Voor dit project kon ze een experiment doen aan het European Synchrotron Radiation Facility in Grenoble, waar ze met microcomputertomografie scans kon maken van de fossielen zonder ze kapot te maken. Met SBXRs (Super Bright X Rays) kon ze op celniveau kijken in de botten van de fossiele vissen. Ze concludeerde uit scans dat deze vissen waren gestorven in hun groeiseizoen, het voorjaar, en dat de asteroïde-inslag die de dinosauriërs doodde dus plaatsvond in de lente op het Noordelijke halfrond. Dit gegeven geeft meer inzicht in de vraag waarom sommige diersoorten volledig uitstierven, terwijl andere de inslag overleefden. Ze publiceerde over dit onderzoek een artikel in het tijdschrift Nature en kreeg de Escherprijs van het Koninklijk Nederlands Geologisch Mijnbouwkundig Genootschap (KNGMG) voor beste aardwetenschappelijke masterscriptie voor haar werk aan dit onderwerp.
During schreef over haar onderzoek en de weg er naar toe het boek De laatste lente van de dinosauriërs dat in 2023 verscheen bij HarperCollins.
In november 2024 behaalde During haar doctoraat in de paleontologie aan de universiteit van Uppsala.
- ORCID: 0000-0002-1438-6018